# Bielorussia al Turkvision Song Contest
La Bielorussia ha partecipato a 3 edizioni del Turkvision Song Contest a partire dal debutto del concorso nel 2013. La rete che cura le varie partecipazioni è la BTRC. Fino ad ora vanta un secondo posto nel 2013, si ritira nel 2014 per tornare poi nell'edizione del 2015.

## Partecipazioni
- Primo posto
- Secondo posto
- Terzo posto
- Ultimo posto

| Anno                            | Artista             | Canzone         | Posizione           | Punti               | Note                |
| ------------------------------- | ------------------- | --------------- | ------------------- | ------------------- | ------------------- |
| 2013                            | Gunesh Abbasova     | "Son Hatiralar" | 2                   | 205                 |                     |
| Nessuna partecipazione nel 2014 |                     |                 |                     |                     |                     |
| 2015                            | Aleksandra Kazimova | "Azadliq"       | 20                  | 126                 |                     |
| 2017                            | Svetlana Agarval    | "Meni Anla"     | Edizione cancellata | Edizione cancellata | Edizione cancellata |
| 2020                            | Svetlana Agarval    | "Meni Anla"     | 23                  | 166                 |                     |